# 戦争記念館 (韓国)
戦争記念館（せんそうきねんかん）は、大韓民国ソウル特別市龍山区にある軍事博物館。先史から現代に至るまでの朝鮮半島における戦争と軍事に関する展示がなされており、その中でも朝鮮戦争が展示の中心である。

## 沿革
戦争記念館は、1988年に移転した陸軍本部の跡地に建てられている。運営は非営利特殊法人・戦争記念事業会（1989年設立）がおこなっている。
- 1990年9月28日 - 戦争記念館起工。
- 1994年6月10日 - 戦争記念館開館。

### 歴代館長
主に中将、少将クラスの予備役将官が担う。戦争記念事業会長も兼任するケースが多い。
1. 李秉衡（元陸軍中将、第5軍団長、第2軍司令官） - 1994～1996
2. 李在田（元陸軍中将、第6軍団長、大統領警護室次長） - 1996～1999
3. 洪恩杓 - 1999～2001.4
4. 朴益淳（元陸軍中将、国防部特命検閲団長、報勲福祉公団社長緊急企画委員長） - 2001.5.8[1]～2004
5. 金石元（元陸軍中将、第5軍団長、軍需司令官） - 2004.5.10[2]～2007
6. 権永孝（元陸軍中将、32代国防部次官） - 2007[3]～2009
7. 朴章圭（元陸軍少将、三士官学校校長）[4] - 2009～2011
8. 宣映済（元陸軍中将、第9軍団長、陸軍参謀次長） - 2011.7.18[5]～2014.7
9. 李永桂（元陸軍中将、陸軍訓練司令部司令官） - 2014.7～現職

## 展示
屋外展示（無料）と室内展示からなる。
室内展示は以下の6部門からなる。
- 護国追慕室 - 戦死者の追悼空間。

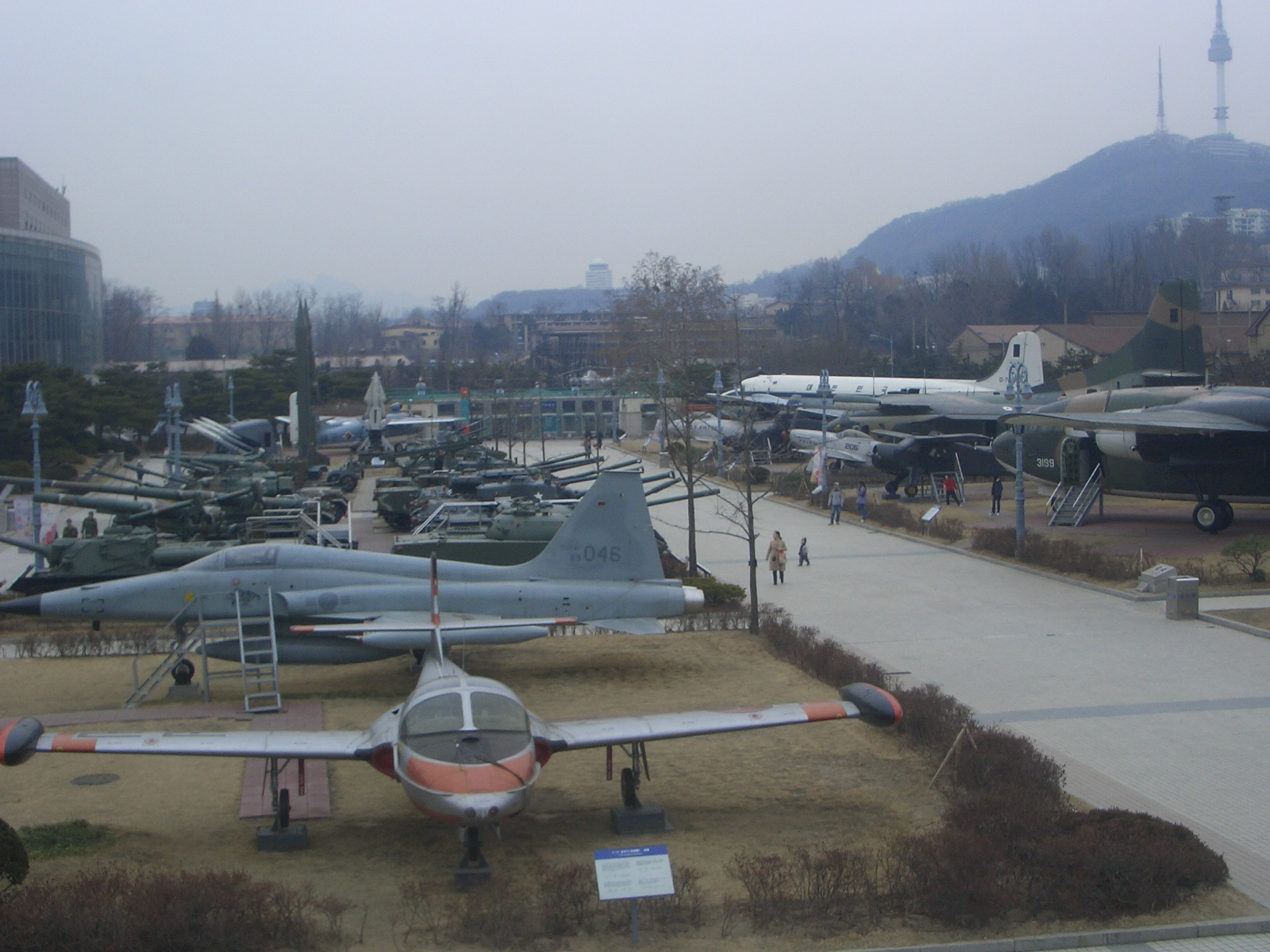
屋外展示

- 戦争歴史室 - 先史時代以来、独立軍・光復軍までの歴史。
- 韓国戦争室 - 韓国軍・国連軍の活動、戦下の人々の生活。
- 海外派兵室 - ベトナム戦争、PKO活動など。
- 国軍発展室 - 建軍後現在に至る韓国軍の活動に関する展示。
- 大型装備室 - 朝鮮戦争時の大型兵器の展示、武器・装備品の展示。

朝鮮戦争時に鹵獲された北朝鮮軍・中国軍の兵器や、韓国軍・国連軍が使用した兵器が屋外に（一部は屋内の大型装備室に）展示されている。

## 施設
敷地内には銅像や石碑などの軍事的モニュメントがある。また、食堂や平和ホール（戦友会館）もあり、平和ホールには結婚式場も設けられている。

## 交通
- ソウル交通公社4号線およびソウル交通公社6号線・三角地駅